# CLTB
CLTB‏ (Clathrin light chain B) هوَ بروتين يُشَفر بواسطة جين CLTB في الإنسان.